# アレクサンドラ病院事件

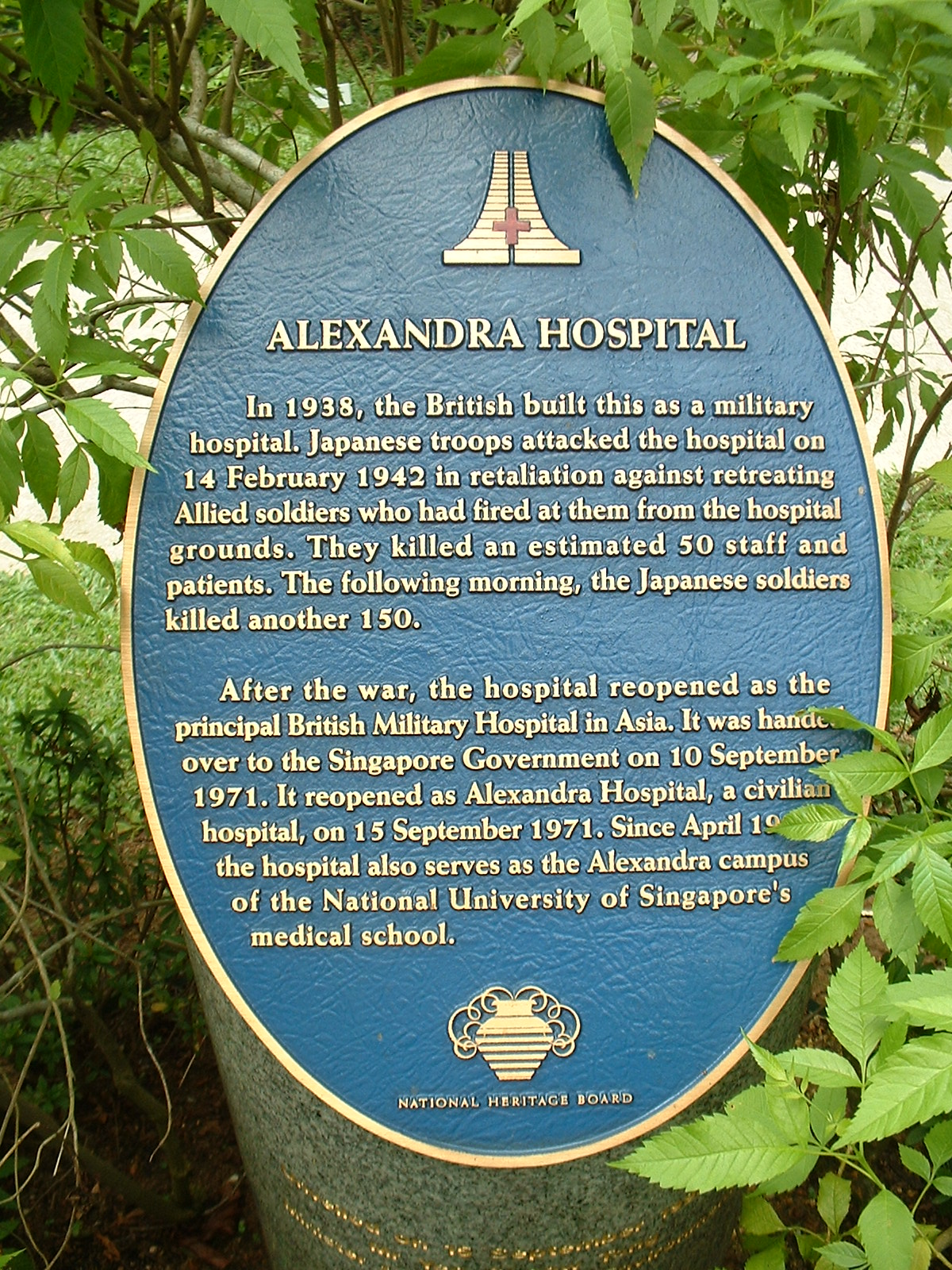
撤退時に病院から発砲したことで起きた銃撃戦と事件の犠牲者を追悼し、戦後の病院の歴史について説明する石碑

アレクサンドラ病院事件（アレクサンドラびょういんじけん）は、シンガポール攻略戦中の1942年2月14日に、シンガポールのアレクサンドラ病院で、日本軍 (第25軍)が、病院のバルコニーにいる英軍インド兵が彼らに発砲したことを理由に英軍医療隊の軍医将校・看護兵、負傷者ら200人以上を殺害したとされる事件。

## 背景
シンガポール市街の西に位置するアレクサンドラ病院は、第二次世界大戦前にイギリスが海外に持っていた軍用病院の中でも最大規模の病院だった。
1942年2月のシンガポールの戦いでは、日本軍 (第25軍)の第18師団がアレクサンドラ病院の位置するシンガポール島の西側を担当していた。
同月12日、連合軍の前線はアレクサンドラ病院の後方まで後退し、病院は日本軍と連合軍との間の中間地帯となっていた。アレクサンドラ病院のクレイヴン大佐はこのことをマラヤ軍司令部から知らされ、既に病院には赤十字章が方々に印されていたが、それでも日本軍が侵入してくることを予想して、あらゆる入口に更に赤十字旗を掲げた。

## 事件発生
1942年2月14日、病院のバルコニーにいるインド兵が彼らに発砲したことを理由に、日本兵が病院になだれ込んだ。英軍インド兵が病院を通って逃げて来たため、日本兵は追いかけていたのだとする説もある。
J.W.D.ブル少佐は、病院最上階のベランダに立って赤十字の旗を振ったが、銃弾が旗を打ち抜き、後ろの壁にあたった。ブル少佐は、階下で日本の将校が銃撃を指示しているのを見た。日本兵は病院スタッフと患者を撃ち、英軍将校のウェストン中尉は白旗を持って降伏の意思を示そうとしたが射殺されたという。
日本軍は、手術室にいた者全員を、銃剣で突くか銃殺し、手術台の上にいた負傷兵1人と執刀中の外科医も殺害した。麻酔医だけが銃剣で刺されながらも生き延び、のちに英軍ワイルド大佐に傷痕を見せながら自身の体験について語った。
日本軍は病棟中を歩き回り、医療班員や立つことのできる病人すべてを建物の外へ追い出した。軍医将校R.M.アラダイス大尉は日本語を解したので、自ら日本の将校を探し、この事態を止めさせようとした。しかしアラダイス大尉も200人の負傷者や医療班員とともに半マイルほど離れた家屋に連行され、狭い部屋に入れられて、戸や窓を閉め切ったまま一晩の間監禁された。これにより5人が窒息死した。残った者も翌日銃剣や機関銃で殺害された。アラダイス大尉はこのとき死亡した。生存者は5人だけだった。
この事件で、200人の負傷者と、20人の軍医将校、60人の看護兵が日本兵に殺害された。

## 事件後
同月16日、或る日本軍の将校が病院を訪れて事件を謝罪した。
事件の3ヶ月後、当時日本軍の捕虜となってリバーヴァレー通りの収容所に収容されていたワイルド大佐の統率する捕虜たちが、遺体を集めて埋葬した。

### 戦犯調査
戦後、この事件の戦犯調査にあたったワイルド大佐は、1945年10月28日、米軍によってマニラに拘留されていた山下奉文元第25軍司令官を尋問した。
山下は、今まで事件について聞いたことがなく、「このような無分別で暴虐な事件を犯すのは大馬鹿者だ」と言った。ワイルドが、事件後に日本軍の将校が謝罪に訪れているので、日本軍が虐殺事件を公式に知っていたのは立証できると伝えると、山下は当時の第18師団の師団長・牟田口廉也中将の名前を明かし、謝罪に訪れたのはおそらく第18師団麾下の部隊の将校で、牟田口に責任があるから、日本にいる牟田口を尋問すべきだ、と話した。なお、そのためか連合国圏や現地における戦後の巷間伝わる話には、単純に、この謝罪に訪れた将校を牟田口あるいは山下本人とするもの、さらに、この虐殺あるいは寧ろその後の略奪により処刑された兵士がいたとするものもみられる。
牟田口は1945年12月に逮捕された。
ワイルドは、牟田口の尋問を予定しており、1946年9月11日に証人として出廷した東京裁判でもアレクサンドラ病院の事件について証言していたが、東京裁判からの帰路、香港で事故死した。
1946年10月、牟田口はイギリス軍シンガポール裁判のためシンガポールへ移送され、同年12月7日に取り調べを受けたが、アレクサンドラ病院の事件については問題とされず、起訴されることはなかった。（なお、しばしば現地の巷説や証言において、事件後に日本軍将校が謝罪に来て生き残った負傷者にフルーツの缶詰を開けて見舞った、それは山下あるいは牟田口だったと伝えるものも多いが、同人とする特段の根拠は示されていず、誰か将校が謝罪に来たのは事実としても、責任問題とは全く別の問題として、その将校の名が両人に結びつけられているのは単なる知名度からの可能性が高い。）
のちにナトールという元軍医が1984年7月の『世界医学』誌に掲載された手紙の中でこの事件を公表し、世界的に報道されている。